# Sportwagen

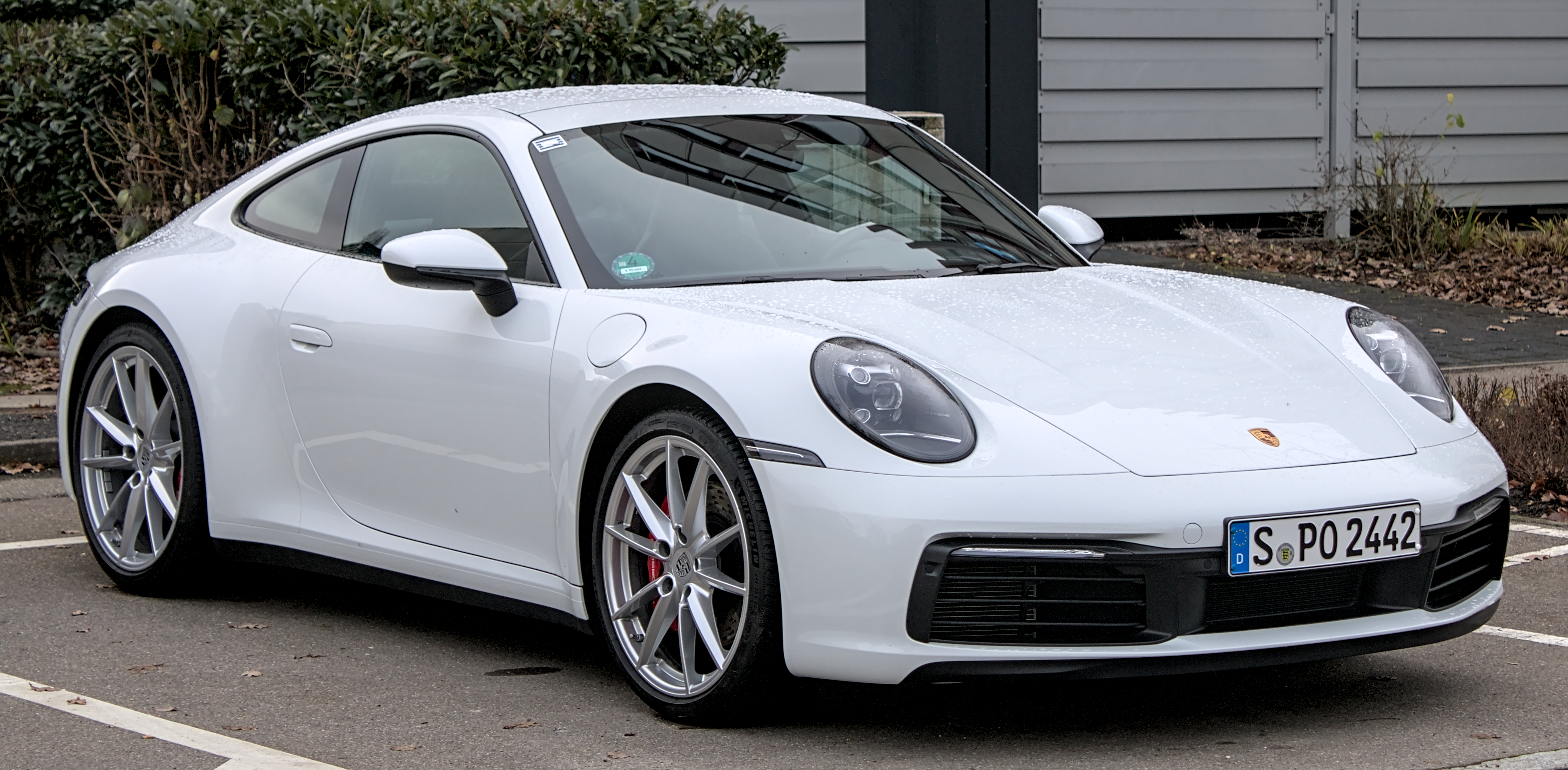
Porsche 911, ein seit 1964 in verschiedenen Ausführungen gebauter Sportwagen

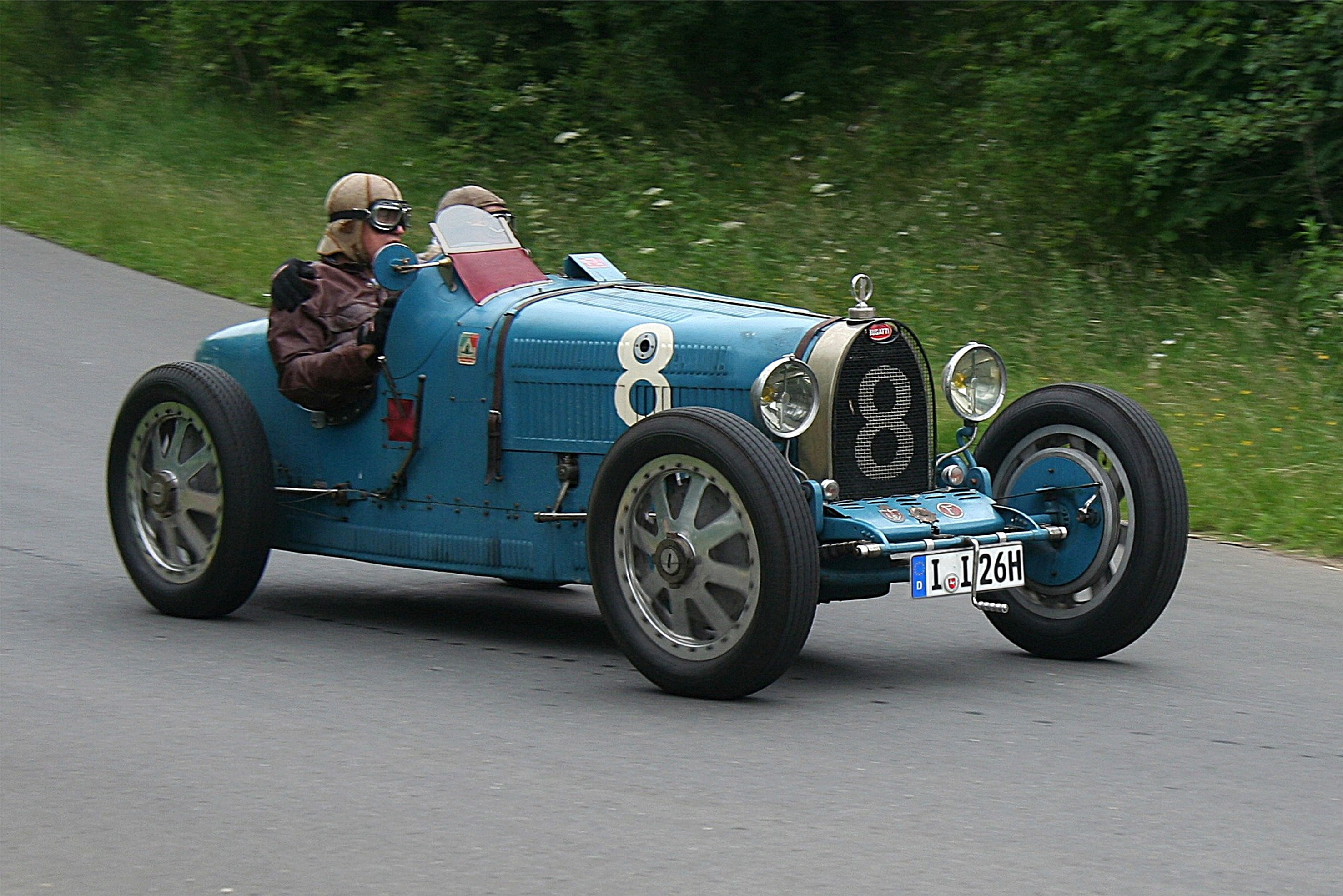
Bugatti Type 35 B von 1925 beim DAMC 05 Oldtimer Festival Nürburgring

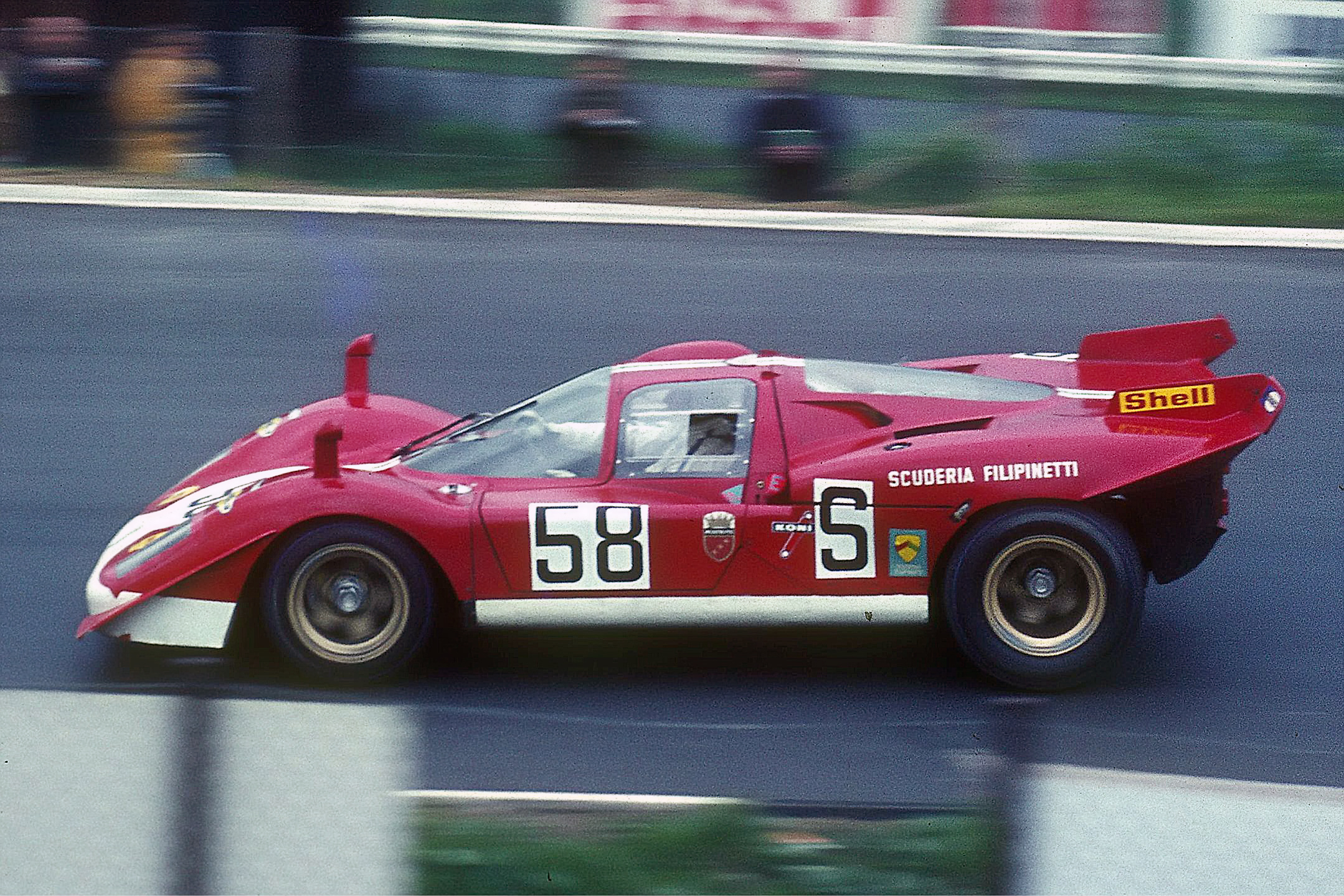
Ferrari 512 beim 1000-km-Rennen 1970 auf dem Nürburgring – Das S auf der Seite des Wagens zeigt an, dass er in der Sportwagenklasse fährt.

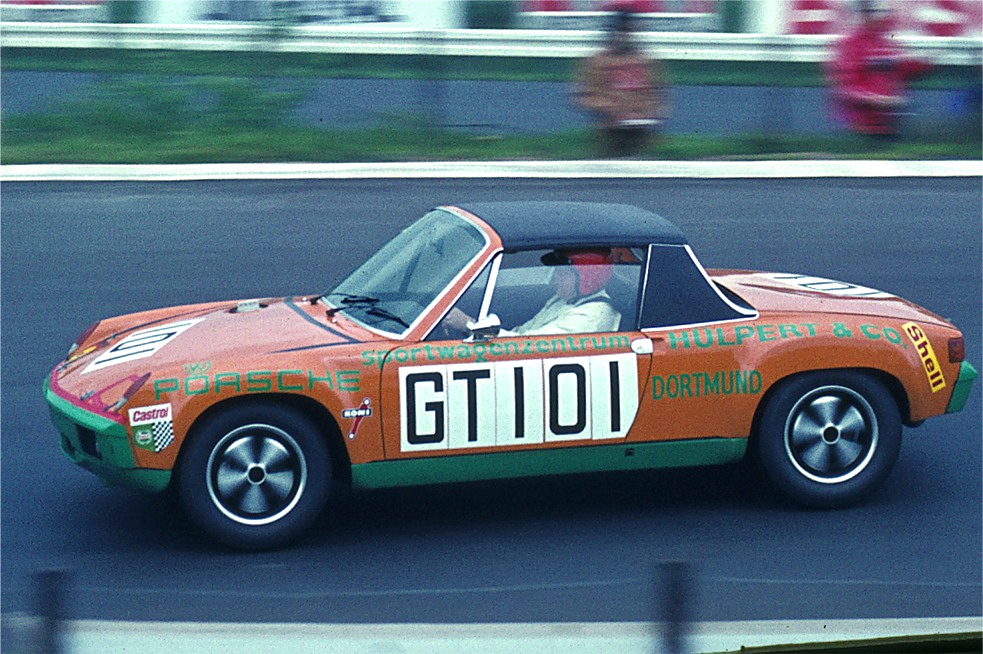
Porsche 914-6 in der GT-Klasse 1970 auf dem Nürburgring

Sportwagen ist ein Begriff des Automobilmarketing und bezeichnet eine Fahrzeugkategorie. Ihr werden (meist) zweisitzige Personenkraftwagen mit verhältnismäßig geringer Bauhöhe (oder Zweisitzer mit zwei zusätzlichen Notsitzen) zugeordnet, bei deren Konstruktion in der Regel höhere Fahrleistungen als beim viersitzigen Pkw und gutes Handling im Vordergrund stehen. Sportwagen zeichnen sich durch ein niedriges Leistungsgewicht (zum Teil durch leistungsstarke Motoren), überdurchschnittlich leistungsfähige Bremsanlagen und straffe Fahrwerke aus. Komfort, Nutzwert und Alltagstauglichkeit sind demgegenüber für reine Sportwagen von untergeordneter Bedeutung. Sie unterscheiden sich darin von den Sportcoupés und Sportcabriolets wie beispielsweise dem VW Karmann-Ghia, die das gleiche Fahrwerk wie ein Pkw haben, und von Sportlimousinen.
Mit dem Leibesübungen bezeichnenden Begriff des Sports hat diese Fahrzeugkategorie nichts zu tun. Vielmehr wurde in der Werbung bereits in der ersten Hälfte des 20. Jahrhunderts durch die Verwendung des Begriffs versucht, Eigenschaften der gesellschaftlichen Oberklasse Automobilen verkaufsfördernd anzuheften. Unter Sport verstand man zu der Zeit „jede Tätigkeit, die um ihrer selbst willen ausgeübt wird, aus Freude an der Überwindung von Schwierigkeiten“, was auf Automobile bzw. das Autofahren an sich projiziert wurde.
Die genaue Definition eines Sportwagens ist oft schwierig, da es keine festgelegten Kriterien oder Daten gibt, die ein Fahrzeug zu einem Sportwagen machen. Besonders leistungsstarke Fahrzeuge werden auch als Supersportwagen bezeichnet.
Das Kraftfahrt-Bundesamt teilt mitunter Fahrzeuge in die Kategorie Sportwagen ein, die nicht vollständig dem nachfolgenden Abschnitt „Allgemeingültige Merkmale“ entsprechen.
Sportwagen im Sinne des FIA-Reglements von 1966 bis 1975 waren Rennfahrzeuge, die wie der Porsche 906 oder der Ford GT40 zum Straßenverkehr hätten zugelassen werden können. Um in der Kategorie Sportwagen an einem Rennen teilnehmen zu können, mussten der Homologation nach zunächst mindestens 50 und ab 1969 mindestens 25 Stück des gleichen Typs gebaut worden sein.

## Allgemeingültige Merkmale
- tiefer Schwerpunkt
- aerodynamisch optimierte Bauweise der Karosserie, dadurch bester Kompromiss zwischen Abtriebskraft und Endgeschwindigkeit
- optimale Achslastverteilung: 50 bis 40 Prozent auf der Vorderachse
- überdurchschnittliche Beschleunigungswerte
- niedriges Leistungsgewicht
- hohe Leistungsdichte des Motors, meist durch sehr hohes Drehvermögen (Kurzhuber)
- auf sportliche Fahrweise abgestimmtes Sportfahrwerk
- kleiner Stau- oder Kofferraum

## Allgemeines
Auch Gran Turismo (GT) und Muscle-Cars sind im landläufigen Sinne Sportwagen, vor allem wenn sie – gegebenenfalls in modifizierter Ausführung – im Rennsport eingesetzt werden und das Kürzel „GT“ nicht nur eine „gewisse“ Sportlichkeit anzeigt.
Im Motorsport gibt es Sportwagenrennen in verschiedenen Kategorien, zum Beispiel die FIA-GT-Meisterschaft.
Sportwagen werden gern in verschiedenen Leistungsbereichen miteinander verglichen. Dazu zählen zum Beispiel Höchstgeschwindigkeit und Beschleunigung, aber auch die Rundenzeiten auf Rennstrecken. 
Der derzeit schnellste Seriensportwagen mit Straßenzulassung auf der 20,832 km langen Nürburgring Nordschleife ist der Mercedes-AMG One mit einer Rundenzeit von 6:35 Minuten (Stand Oktober 2022).

## Neuzulassungen in Deutschland
Seit 2007 führt das Kraftfahrt-Bundesamt das Segment Sportwagen. Für Zahlen zu den jährlichen Neuzulassungen von Personenkraftwagen des Segments Sportwagen in Deutschland nach Statistik des Kraftfahrt-Bundesamtes, siehe Liste der Neuzulassungen von Personenkraftwagen in Deutschland nach Segmenten und Modellreihen#Sportwagen.